# Подолски Товтри
Национален природен парк „Подолски Товтри“ (на украински: Національний природний парк 'Подільські Товтри') е национален парк, разположен в Хмелницка област на Украйна. Намира се на територията на Каменец-Подолски, Чемеровецки и Городокски раойни. Националният природен парк е включен в списъка на седемте природни чудеса на Украйна от 2008 г. От 13 юли 2017 г. „Подолски Товтри“ е включен в списъка на световното културно и природно наследство на ЮНЕСКО, като един от масивите от букови гори в Карпатите и други региони на Европа.

## История
Националният природен парк е създаден с указ на президента на Украйна от 27 юни 1996 г. за опазване, възпроизвеждане и рационално използване на природните ландшафти на Подолието с уникални исторически и културни комплекси, които са с високо екологично, естетично, научно, рекреационно и оздравително значение.
„Подолски Товтри“ е екологична, развлекателна, културно-образователна и научноизследователска институция с национално значение. Паркът е подчинен на Министерството на опазването на околната среда на Украйна.

## Информация
Общата му площ е 261 316 хектара, от които 1300 хектара са собственост на парка. По отношение на площта, това е най-големият парк в страната.
Уникалните изкуствени обекти и неподражаемите природни комплекси на територията на парка създават условия за развитие на туризъм, не само здравен, но и познавателен. На територията на парка има защитени 129 обекта от природния фонд. Сред тях са паркове и имения с различна степен на съхранение и културно-историческа стойност. Има и 19 археологически паметника, повече от 300 исторически и архитектурни паметници (по-специално в Каменец Подолски – повече от 200 обекта).

## Физико-географски особености
Територията на парка е разположена в две физико-географски зони: Западноподолска област (физико-географски райони – Толтровия хребет и Западноподолското Приднестровие) и Приднестровско-Подолска горскостепна област (Могилевското възвишение).
Толтровия хребет (или Медобори) е бивш бариерен риф, образуван от колониални организми (литотаминови водорасли, бриозои, стриди, корали), които са живели в моретата на толтската и сарматската епохи. Хребетът се простира по източния ръб на Подолското възвишение в продължение на 200 км под формата на подчертан вал с голям брой странични разклонения. Започва близо до село Подкамен в Лвовска област и се простира в посока Скалат, Каменец Подолски и продължава отвъд Днестър, до Молдова.
Хребетът е ясно изразен в релеф и е представен от верига от хълмове с абсолютни коти 400 – 486 m (височината над околния терен е 40 – 60 m, а на участъка Збруч – Каменец Подолски – до 100 m). Върховете на хълмовете представляват хаотична бъркотия от варовикови блокове с различни размери.
Западноподолското Приднестровие заема южния склон на Подолското възвишение от географската ширина на Бучач – Чортков – Смотрич до долината на Днестър и от устието на Стрипа на запад до Толтровия хребет на изток.
Релефът има характерните черти на стъпаловидна равнина, която е разчленена от дълбоките долини на притоците на Днестър. Територията на региона е представена от вълнообразни междуречия и каньоновидни долини в меридионална посока.
Приднестровско-Подолската горскостепна област заема част от южния склон на Подолското възвишение. Северната граница на физико-географската област минава по линията на развитие на каньоновидните долини на левите притоци на Днестър, южната граница е самата река Днестър. Геологически това е южният край на Побужкия антиклинорий на Украинския щит.
Релефът на областта е изразено стъпаловиден, поради наличието на широките речни тераси на Днестър. Това е зона с голямо разнообразие от микроклиматични условия, причинени от дълбокото разчленение на повърхността, наличието на склонове с различна експозиция и стръмност.

## Геоложка структура на парка
Територията на парка по геоложко райониране съответства на Подолската издатина на кристалическия фундамент на Източноевропейската платформа, в резултат на което тук, на голяма територия, са наслоени отложения от горния докамбрий, палеозой (камбрий, ордовик, силур), мезозой (креда), кайнозой (неоген) и квартернер.
Скалите на кристалическия фундамент са представени от мигматити, гнайс, кристални шисти и метаултрабазити от бугско-днестърския и подолския видове. Те излизат на повърхността на изток от Могильов Подолски. На запад те постепенно потъват под седиментните пластове от фанерозоя и на територията на резервата лежат на дълбочина 400 – 600 м, където се откриват само при геоложки кладенци.
Запасите от минерални води са от голямо значение за рекреационното стопанство на парка, и прави възможно създаването на ефективен профилактично-терапевтичен комплекс на базата на минерални води от вида „Нафтуся“, газирана вода от вида „Миргородска“, минерална води с уникални терапевтични ефекти, води с разнообразна соленост с повишена концентрация на бром, йод и други елементи.

## Флора и фауна

### Промишленост
Наброява 2977 вида, форми и сортове растения от различни климатични зони, включително 521 вида дървета и храсти; дървесно-храстова и тревиста флора – 395 вида овощни растения, 620 тропически, 111 полезни тревисти растения от местната дива флора.

### Фауна
Фауната на гръбначните животни в националния природен парк „Подолски Товтри“ е представена от около 366 вида. От тях бозайници – 71, птици – 223, влечуги – 10, земноводни – 11, риби – 51 вида.
Червената книга на Украйна (през 2009 г.) включва около 50 вида животни, разпространени в парка (от които: 5 риби, 1 – земноводни, 3 – влечуги, около 20 – птици и 28 – бозайници). Типични представители на фауната на парка, които са включени в книгата, са малък подковонос, ръждив вечерник, голям нощник, широкоух прилеп, езерен нощник, обикновен хомяк, речна видра, орелова сова, сива сврачка, зелен кълвач, зелен гущер, жълтокоремна крастава жаба, лупавец и други. Европейският червен списък включва: кафяв дългоух орел, речна видра, вълк и др.; в списъците на Бернската конвенция са: малък подковонос, голям прилеп, обикновена ветрушка, дългоух бухал, голям кълвач, северен гребенест тритон и редица други.

## Екологични проблеми
През есента на 2016 г. Държавната екологична инспекция провежда проверка на режима на охрана в националния парк „Подолски Товтри“, по време на която са разкрити масови нарушения на екологичното законодателство. Службата за сигурност на парка, вместо да следи за незаконна сеч, се опитва да я прикрие. Проверката за незаконна сеч установява щети за над 200 хиляди гривни, и са изискани да бъдат анулирани 9 незаконно издадени разрешения за дърводобив. Също така е разкрито, че администрацията на парка е подписала 19 незаконни договора за рекреационни дейности с предприемачи. Освен това на територията на парка проверката разкрива незаконно строителство на жилищни сгради.
На територията на парка работи Каменец-Подолският циментов завод (сега „Подолски цимент“ ОАО), което има отрицателно въздействие върху околната среда.

## Галерия
- Товтра
- Бакота
- Смотрицки каньон
- Тернавски каньон
- Скали на Днестър
- Сатанински каньон
- Днестър